# Tesouro
Tesouro är en kommun i Brasilien.   Den ligger i delstaten Mato Grosso, i den centrala delen av landet, 600 km väster om huvudstaden Brasília. Antalet invånare är 3 437.
Omgivningarna runt Tesouro är huvudsakligen savann. Trakten runt Tesouro är nära nog obefolkad, med mindre än två invånare per kvadratkilometer.